# P45 (impôt)
Pour les articles homonymes, voir P45.
Au Royaume-Uni et en Irlande, le P45 est le code de référence d'un formulaire intitulé "Détails d'un employé en fin de contrat". Le terme est utilisé dans l'argot britannique pour désigner un licenciement.
Un P45 est envoyé à tout employé d'une entreprise par son employeur à son départ,.

## Au Royaume-Uni
Au Royaume-Uni, la première section du formulaire est envoyée de l'ancien employeur au HM Revenue and Customs, qui enregistre les montants et détails d'emploi sur la feuille d'imposition de l'individu. La partie 1A est conservée par l'employé, la partie 2 par le nouvel employeur, et la partie 3 est envoyée au bureau d'imposition du nouvel employeur. Le P45 contient des détails sur les revenus et les impôts de l'année fiscale en cours. Les années précédentes sont recensées dans un formulaire P60.
Le code P fait référence aux documents de la série PAYE (Pay As You Earn), l'impôt prélevé à la source.

## État d'Irlande
En  Irlande, le P45 est aussi utilisé, avec la même fonction, par les Revenue Commissioners. Les procédures administratives sont similaires, mais la mise en page du document est différente de la britannique. 
Le formulaire devrait être éliminé le premier janvier 2019 pour être remplacé par un rapport en temps réel.